# Museo Artístico y Literario
Museo Artístico y Literario fue una revista editada en Madrid a lo largo de 1837.

## Descripción
Era impresa en Madrid, en la imprenta de la Compañía Tipográfica y en la de Boix. De periodicidad semanal, incluía láminas. Los números era de 0,193 x 0,142 m.
Su primer número apareció el 1 de junio de 1837 con ocho páginas. Desde el número vi empezó a salir con 12 páginas. El número ix, probablemente el último, correspondería al 27 de julio. Uno de los redactores de la publicación fue Patricio de la Escosura. En ella aparecieron textos de, entre otros, Nicomedes Pastor Díaz y José de Espronceda (la primera parte de El estudiante de Salamanca).